# Paleta do Touro
A Paleta do Touro ou Paleta celebrando uma vitória (em francês: Palette célébrant une victoire) é uma paleta em grauvaque do Antigo Egito, esculpida em baixo relevo. É datado de Nacada III, nos dois últimos séculos do IV milênio a.C., imediatamente antes do início da Época Tinita (r. 3100–2686 a.C.). Está na coleção do Louvre, inventário n. E11255. Tem 26,5 centímetros de altura e 14,5 de largura. O touro que aparece no topo pode ser um rei zoomorfizado. Segundo Günter Dreyer, o suposto rei se chamava Touro II e governou tempos depois de outro rei homônimo.